# Walckenaeria cyprusensis
Walckenaeria cyprusensis är en spindelart som beskrevs av Jörg Wunderlich 1995. Walckenaeria cyprusensis ingår i släktet Walckenaeria och familjen täckvävarspindlar.
Artens utbredningsområde är Cypern. Inga underarter finns listade i Catalogue of Life.